# چات (سینجیک)
چات (انگلیسی: Çat) یک منطقه مسکونی در ترکیه است که در استان آدیامان و در ناحیه سینجیک واقع شده است.